# 阿波罗宇航员列表

## 阿波罗计划中牺牲的宇航员

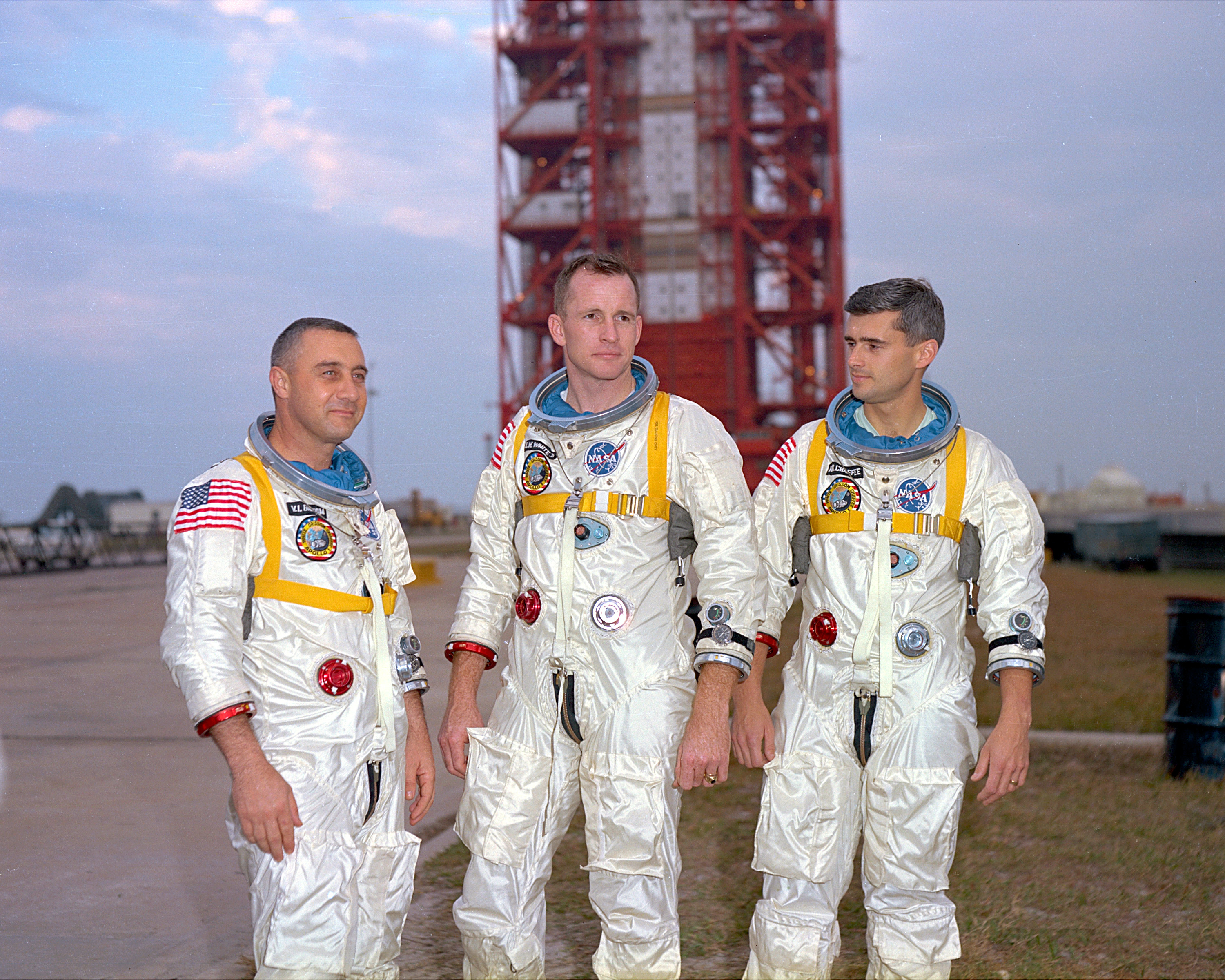
阿波罗1号成员（左起： 格里森 、 怀特、查菲）

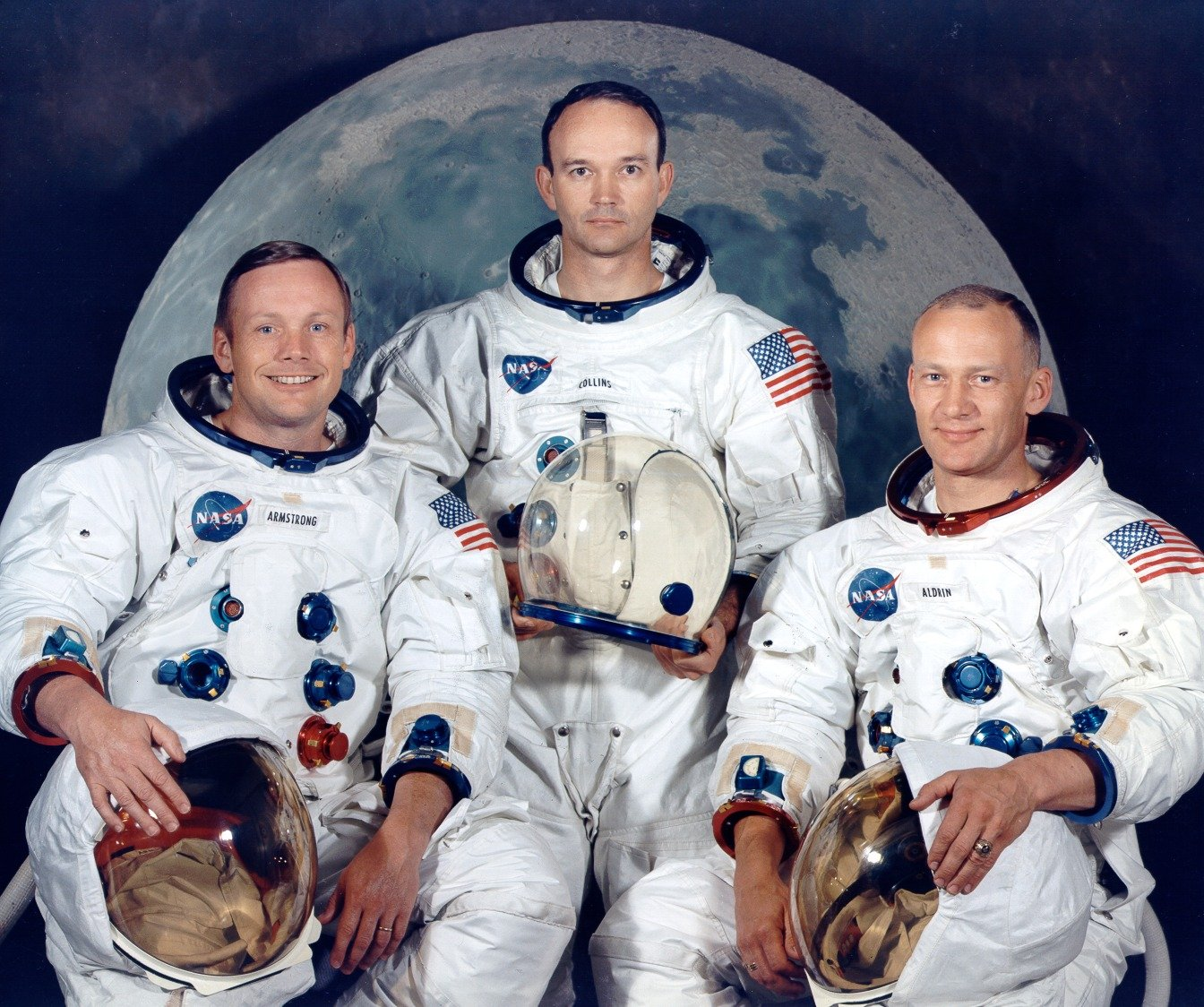
阿波羅11號成員合影。左起：尼爾·阿姆斯壯、麥可·柯林斯、伯茲·艾德林。

虽然在阿波罗计划中的飞行任务中没有任何宇航员牺牲，但在阿波罗1号任务测试过程中，3名宇航员因大火遇难。指令舱舱门设计、100%氧气环境以及易燃物品被认为是导致短路并引起大火的主要原因：
1. 维吉尔·格里森 - 阿波罗1号
2. 爱德华·怀特 - 阿波罗1号
3. 罗杰·查菲 - 阿波罗1号

## 曾登月的宇航员
共有12名宇航员曾经登月。截至2025年8月9日，4人仍旧在世。所有登月任务均于1969年7月至1972年12月间完成。
|     | 姓名          | 出生           | 去世                  | 第一步时年龄 | 任务       | 月球EVA日期          | 服役     | 母校                                                     |
| 01. | 尼爾·阿姆斯壯 | 1930年8月5日   | 2012年8月25日（82歲） | 38岁11月15天 | 阿波羅11号 | 1969年7月21日        | NASA     | 普渡大学、南加州大学                                     |
| 02. | 伯茲·艾德林   | 1930年1月20日  |                       | 39岁6月0天   | 阿波羅11号 | 1969年7月21日        | 美国空军 | 美国陆军学院、麻省理工学院                               |
| 03. | 皮特·康拉德   | 1930年6月2日   | 1999年7月8日（69歲）  | 39岁5月17天  | 阿波罗12号 | 1969年11月19日–20日  | 美国海军 | 普林斯顿大学                                             |
| 04. | 艾伦·宾       | 1932年3月15日  | 2018年5月26日（86歲） | 37岁8月4天   | 阿波罗12号 | 1969年11月19日–20日  | 美国海军 | 德克萨斯州大学奥斯汀分校                                 |
| 05. | 艾伦·谢泼德   | 1923年11月18日 | 1998年7月21日（74歲） | 47岁2月18天  | 阿波罗14号 | 1971年2月5日–6日     | 美国海军 | 美国海军学院、海军戰爭学院                               |
| 06. | 艾德加·米切尔 | 1930年9月17日  | 2016年2月4日（85歲）  | 40岁4月19天  | 阿波罗14号 | 1971年2月5日–6日     | 美国海军 | 卡内基梅隆大学、海军研究院、麻省理工学院                 |
| 07. | 大卫·斯科特   | 1932年6月6日   |                       | 39岁1月25天  | 阿波罗15号 | 1971年7月31日–8月2日 | 美国空军 | 密歇根大学（新生及荣誉博士）、美国陆军学院、麻省理工学院 |
| 08. | 詹姆斯·艾尔文 | 1930年3月17日  | 1991年8月8日（61歲）  | 41岁4月14天  | 阿波罗15号 | 1971年7月31日–8月2日 | 美国空军 | 美国海军学院、密歇根大学                                 |
| 09. | 约翰·杨       | 1930年9月24日  | 2018年1月5日（87歲）  | 41岁6月28天  | 阿波罗16号 | 1972年4月21日–23日   | 美国海军 | 佐治亚理工学院                                           |
| 10. | 查尔斯·杜克   | 1935年10月3日  |                       | 36岁6月18天  | 阿波罗16号 | 1972年4月21日–23日   | 美国空军 | 美国海军学院、麻省理工学院                               |
| 11. | 尤金·塞尔南   | 1934年3月14日  | 2017年1月16日（82歲） | 38岁9月7日   | 阿波罗17号 | 1972年12月11日–14日  | 美国海军 | 普渡大学、海军研究院                                     |
| 12. | 哈里森·施密特 | 1935年7月3日   |                       | 37岁5月8日   | 阿波罗17号 | 1972年12月11日–14日  | NASA     | 加州理工学院、奥斯陆大学（交换）、哈佛大学               |

## 曾接近月球但未登月的宇航员
在上列的6次阿波罗任务中，每一次都有一名宇航员留在指令/服务舱中，在另外两名搭档登月时绕月球轨道航行。此外，阿波罗8号、阿波罗10号、阿波罗13号三次任务中均有3名宇航员接近了月球(前两次任务中飞船按计划绕月球轨道航行，阿波罗13号仅从月球绕过，未进入轨道)。如下是曾离月球仅数百公里的宇航员名单：
1. 弗兰克·博尔曼 - 阿波罗8号

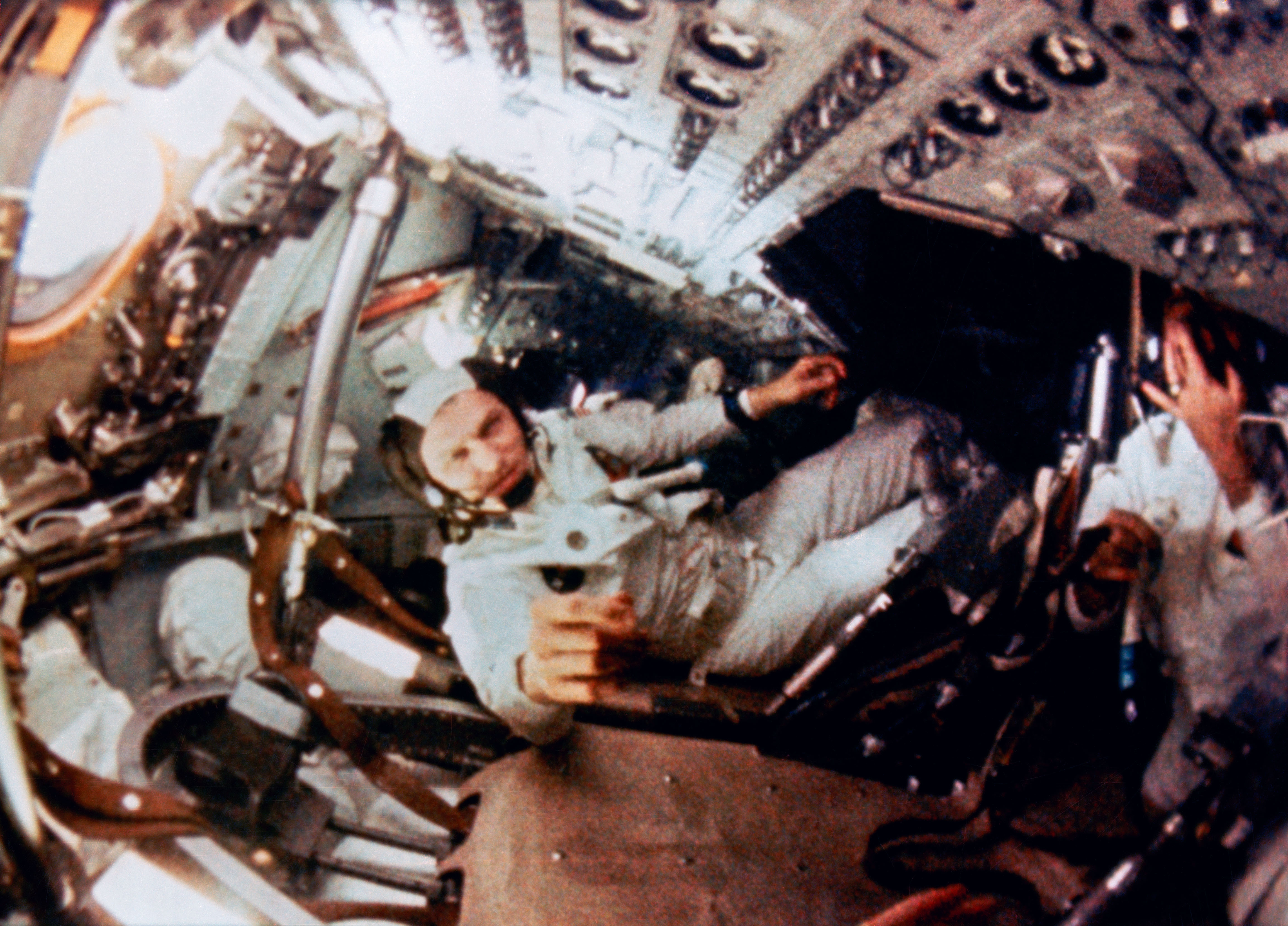
阿波罗8号是第一次到达月球的载人航空任务（图中为弗兰克·博尔曼）

2. 吉姆·洛威尔 - 阿波罗8号、阿波罗13号：计划登月
3. 威廉·安德斯 - 阿波罗8号
4. 托马斯·斯塔福德 - 阿波罗10号
5. 迈克尔·科林斯 - 阿波罗11号
6. 理查德·戈尔登 - 阿波罗12号（计划中安排执行被取消的阿波罗18号登月任务）
7. 杰克·斯威格特 - 阿波罗13号
8. 弗莱德·海斯 - 阿波罗13号：计划登月（计划中安排执行被取消的阿波罗19号登月任务）（在世）
9. 斯图尔特·罗萨 - 阿波罗14号（计划中安排执行被取消的阿波罗20号登月任务）
10. 阿尔弗莱德·沃尔登 - 阿波罗15号
11. 肯·马丁利 - 阿波罗16号
12. 罗纳德·埃万斯 - 阿波罗17号

洛威尔，杨和塞尔南是仅有的3名曾两次执行月球任务的宇航员。在这3人之中，只有洛威尔没有登月。
洛威尔和海斯曾在阿波罗13号中被安排执行登月任务，但是在抵达月球前的事故让登月计划被放弃。3人后来成功返回地球。

## 其他宇航员
阿波罗7号和阿波罗9号任务均只在地球轨道进行，两次任务均由3名宇航员执行；大卫·斯科特由于执行了阿波罗15号任务，未被放在此栏：
1. 瓦尔特·施艾拉 - 阿波罗7号
2. 唐·埃斯利 - 阿波罗7号
3. 瓦尔特·康尼翰 - 阿波罗7号
4. 詹姆斯·麦克迪维特 - 阿波罗9号
5. 拉塞尔·施威卡特 - 阿波罗9号（在世）

### 未执行过阿波罗任务的替补宇航员
每次阿波罗任务都有替补成员接受任务训练，以保证在主力成员无法执行任务时接替。真正被使用的替补成员只有一位：阿波罗13号发射前两天，杰克·斯威格特替换了接触了风疹的肯·马丁利。
1. 戈尔登·库勃 - 阿波罗10号替补指令长，1970年从美国国家航空航天局辞职。
2. 约瑟夫·恩格 - 阿波罗14号替补登月舱驾驶员，原计划中的阿波罗17号登月舱驾驶员，后来由哈里森·施密特执行。
3. 文斯·布兰德 - 阿波罗15号替补指令舱驾驶员，计划中的阿波罗19号指令舱驾驶员。